# Palaquium pauciflorum
Palaquium pauciflorum là một loài thực vật thuộc họ Sapotaceae. Đây là loài đặc hữu của Sri Lanka.